# Anticarsia unilineata
Anticarsia unilineata là một loài bướm đêm trong họ Erebidae.